# Castello di Tamworth
Il castello di Tamworth (Tamworth Castle in inglese) è un castello situato nella cittadina inglese di Tamworth, nella contea dello Staffordshire. Appartiene al I° Grado monumenti classificati del Regno Unito. Sorge su una collina che domina la confluenza del fiume Anker nel Tame.

## Storia
Un primo fortilizio, un burh, fu costruito dalla sovrana del regno di Mercia Ethelfleda nel 913. La fortificazione venne saccheggiata dai danesi nel 943. Dopo questo fatto fu abbandonato e cadde in disuso. Negli anni ottanta dell'XI secolo, dopo la conquista normanna dell'Inghilterra, su parte del sito precedentemente occupato dal fortino merciano, il luogotenente di Guglielmo il Conquistatore Robert Despenser costruì un castello di legno. La fortificazione fu costruita con il sistema, tipico dei Normanni, della motta castrale. Morto senza eredi Despenser, il castello passò ad una piote la quale sposò Robert Marmion, appartenente alla famiglia dei Marmion. Dopo la morte di Philip Marmion nel 1291 passò ai Freville e, nella prima metà del XV secolo, ai Ferrers.
Durante la guerra civile inglese il castello di Tamworth fu espugnato nel giugno 1643 dai parlamentaristi dopo due giorni d'assedio. Nel corso dei secoli il castello fu soggetto di numerose modifiche ed interventi, specialmente in epoca giacobiana, quando fu definitivamente convertito in edificio residenziale. Nel 1668 l'edificio passò agli Shirley di Chartley e successivamente ai Compton.
Fino al 1889 il castello era incluso dentro i confini del Warwickshire mentre la cittadina di Tamworth era situata nello Staffordshire. Nel 1891 l'edificio fu messo in vendita dalla proprietà. Fu acquisito dal consiglio della città per 3000£ sei anni più tardi. Il castello di Tamworth fu aperto al pubblico nel 1899.